# Blood Omen: Legacy of Kain
 (août 2015).
Si vous disposez d'ouvrages ou d'articles de référence ou si vous connaissez des sites web de qualité traitant du thème abordé ici, merci de compléter l'article en donnant les références utiles à sa vérifiabilité et en les liant à la section « Notes et références ».
Blood Omen: Legacy of Kain est un jeu vidéo d'action-aventure développé par Silicon Knights et édité par Crystal Dynamics en 1996 sur PlayStation et Windows. C'est le premier épisode de la série Legacy of Kain.
Le joueur incarne Kain, un noble qui se fait assassiner et renaît sous forme de vampire. Kain part à la recherche de ses meurtriers pour se venger. Le jeu a été reconnu pour son atmosphère oppressante et son scénario.

## Synopsis
Nosgoth est un royaume dirigé par un Cercle des Neuf, gardiens des neuf piliers au centre du monde. Chaque pilier, et donc chaque gardien, préside un grand principe élémentaire, tels le temps ou la mort.
Un jour, Ariel, gardienne du pilier de l'Équilibre, est assassinée ; cette mort déclenchera alors une série d'événements qui pourraient entraîner la fin de Nosgoth.
À cette époque, Kain est un jeune noble natif du village de Coorhagen. Un soir, alors qu'un aubergiste lui refuse le gîte et le couvert, il est sauvagement assassiné par une horde de brigands. Son histoire aurait pu s'arrêter là, mais Mortanius le Nécromancien (un membre du Cercle des Neuf) lui offre la chance de se venger, en le ressuscitant sous la forme de vampire. C'est ainsi que Kain maintenant écume le royaume sous sa nouvelle forme, assoiffé de sang... et de vengeance.
À travers sa quête de vengeance, Kain se trouvera pleinement impliqué dans le destin même du monde, combattant la corruption du cercle des neuf, décadent depuis la chute de l'équilibre. Il trouvera aide et réponses auprès du mystérieux Oracle, et du puissant Vorador, premier parmi les vampires. Trouver la vérité sur son assassinat et sur les sources de la perversion du royaume lui permettra de démêler l'écheveau des machinations ourdies dans l'ombre, et d'en trouver les responsables.

## Système de jeu
À la différence des autres épisodes de la série qui ont adopté un gameplay similaire à Tomb Raider, le jeu est un jeu d'action aventure dans la lignée des premiers The Legend of Zelda, c'est-à-dire avec une vue plongeante sur le protagoniste qui affronte ses adversaires en temps réel. Par rapport au reste de la série, Kain a un choix plus important d'armures, d'armes, d'objets et de sortilèges que dans les suites, et comme pour les autres opus, Kain doit boire du sang afin de prolonger sa vie. À noter que Blood Omen 2 se situe chronologiquement après cet opus mais dans une autre boucle temporelle (après le paradoxe final de Soul Reaver 2).
Le jeu dispose néanmoins de 2 fins : l'une où Kain refuse de restaurer les colonnes (ce qui mène à la saga) et l'autre où Kain se sacrifie pour Nosgoth (ce qui est incompatible avec la suite de la saga).

## Armes, armures, objets et sortilèges
Au cours de son long périple, Kain devra apprendre à manier de nombreux équipements et sorts dont certains seront indispensables pour terminer le jeu.

## Postérité
En 2018, la rédaction du site Den of Geek mentionne le jeu en 36e position d'un top 60 des jeux PlayStation sous-estimés : « Contrairement à ses suites, Blood Omen: Legacy of Kain est un action RPG en vue de dessus. Proposant un doublage intégral (involontairement drôle par moments), le jeu est un hack-and-slash simple mais agréable. »